# S-Layer
L'S-Layer o strato superficiale cristallino (in inglese surface layer) è una porzione glicoproteica della parete dei procarioti, sia eubatteri gram positivi o gram negativi che Archaea.
Nei gram negativi l'S-Layer aderisce direttamente alla membrana esterna, nei gram positivi che non hanno membrana esterna è in superficie allo strato di peptidoglicano della parete. Queste proteine aggregano in omopolimeri formando un reticolo con spazi ben definiti (in media 5-25 nm) estremamente importante sia dal punto di vista strutturale che biologico. 
Questa sorta di "esoscheletro" sembra fornire protezione dall'attacco di molti patogeni come è stato osservato nel caso del Bdellovibrio bacteriovorans. L'S-Layer forma una sorta di "periplasma" dei batteri gram+ (in questo spazio possono essere “parcheggiati” diversi tipi di molecole) mentre negli Archea sprovvisti di parete è molto importante per la rigidità della cellula e per l'adesione a vari substrati. 
L'S-Layer è importante per la risposta immunitaria (nell'ambito dell'interazione con organismo ospite). Alcuni microorganismi causa di malattia possiedono un S-layer. Fra questi C. diphtheriae e B. anthracis che causano malattie potenzialmente fatali. 
La presenza del S-Layer costituisce un importante meccanismo patogenetico in quanto rende difficoltoso il processo di fagocitosi da parte delle cellule del sistema immunitario a causa della ridotta idrofilia che determina. 